# Radětice (Boêmia do Sul)
Radětice é uma comuna checa localizada na região da Boêmia do Sul, distrito de Tábor.